# Erich Metze
Erich Metze (ur. 7 maja 1909 w Dortmundzie  – zm. 28 lipca 1952 w Erfurcie) – niemiecki kolarz torowy i szosowy, czterokrotny medalista torowych mistrzostw świata.

## Kariera
Największy sukces w karierze Erich Metze osiągnął w 1931 roku, kiedy zwyciężył w klasyfikacji generalnej Deutschland Tour. W 1931 roku zajął także ósme miejsce w klasyfikacji generalnej Tour de France. Na rozgrywanych dwa lata później torowych mistrzostwach świata w Paryżu zdobył brązowy medal w wyścigu ze startu zatrzymanego zawodowców, wyprzedzili go jedynie Francuz Charles Lacquehay oraz Włoch Franco Giorgetti. W tej samej konkurencji Metze zdobył jeszcze trzy medale: złote na mistrzostwach świata w Lipsku (1934) oraz mistrzostwach w Amsterdamie (1938) oraz srebrny podczas mistrzostw świata w Brukseli (1935), gdzie ponownie najlepszy był Lacquehay. Wielokrotnie zdobywał medale torowych mistrzostw kraju, w tym pięć złotych w swej koronnej konkurencji. Nigdy nie wystartował na igrzyskach olimpijskich.